# 岩松鼠
岩松鼠（学名：Sciurotamias davidianus）为松鼠科岩松鼠属的动物，是中国的特有物种。分布于陕西、贵州、甘肃、河北、山东、山西、四川、湖北、河南等地，常见于岩山林灌丛。该物种的模式产地在北京附近山地。

## 亚种
- 岩松鼠四川亚种（学名：Sciurotamias davidianus consobrinus），Milne-Edwards于1868年命名。在中国大陆，分布于四川（西部）等地。该物种的模式产地在四川宝兴。[3]
- 岩松鼠指名亚种（学名：Sciurotamias davidianus davidianus），Milne-Edwards于1867年命名。在中国大陆，分布于陕西、甘肃、河北、山东、山西、四川（北部）等地。该物种的模式产地在北京附近山地。[4]
- 岩松鼠湖北亚种（学名：Sciurotamias davidianus saltitans），Heude于1898年命名。在中国大陆，分布于陕西（南部）、贵州、河南、湖北等地。该物种的模式产地在湖北。[5]

## 保护
本种于2023年被收录入《有重要生态、科学、社会价值的陆生野生动物名录》。